# Луњано ин Теверина
Луњано ин Теверина (итал. Lugnano in Teverina) је насеље у Италији у округу Терни, региону Умбрија.
Према процени из 2011. у насељу је живело 997 становника. Насеље се налази на надморској висини од 383 м.

## Становништво
Према резултатима пописа становништва 2011. у општини је живело 1.539 становника.
| 1936. | 1951. | 1961. | 1971. | 1981. | 1991. | 2001. | 2011. |
| ----- | ----- | ----- | ----- | ----- | ----- | ----- | ----- |
| 1.955 | 2.116 | 1.927 | 1.621 | 1.618 | 1.600 | 1.606 | 1.539 |

## Партнерски градови
- Сигету Мармацјеј